# Bactrocera
Bactrocera és un gran gènere de dípters braquícers de la família dels tefrítids, amb més de 500 espècies descrites.

## Nom
El nom d'aquest gènere deriva del grec antic bakter "bastó" i kera "banya".

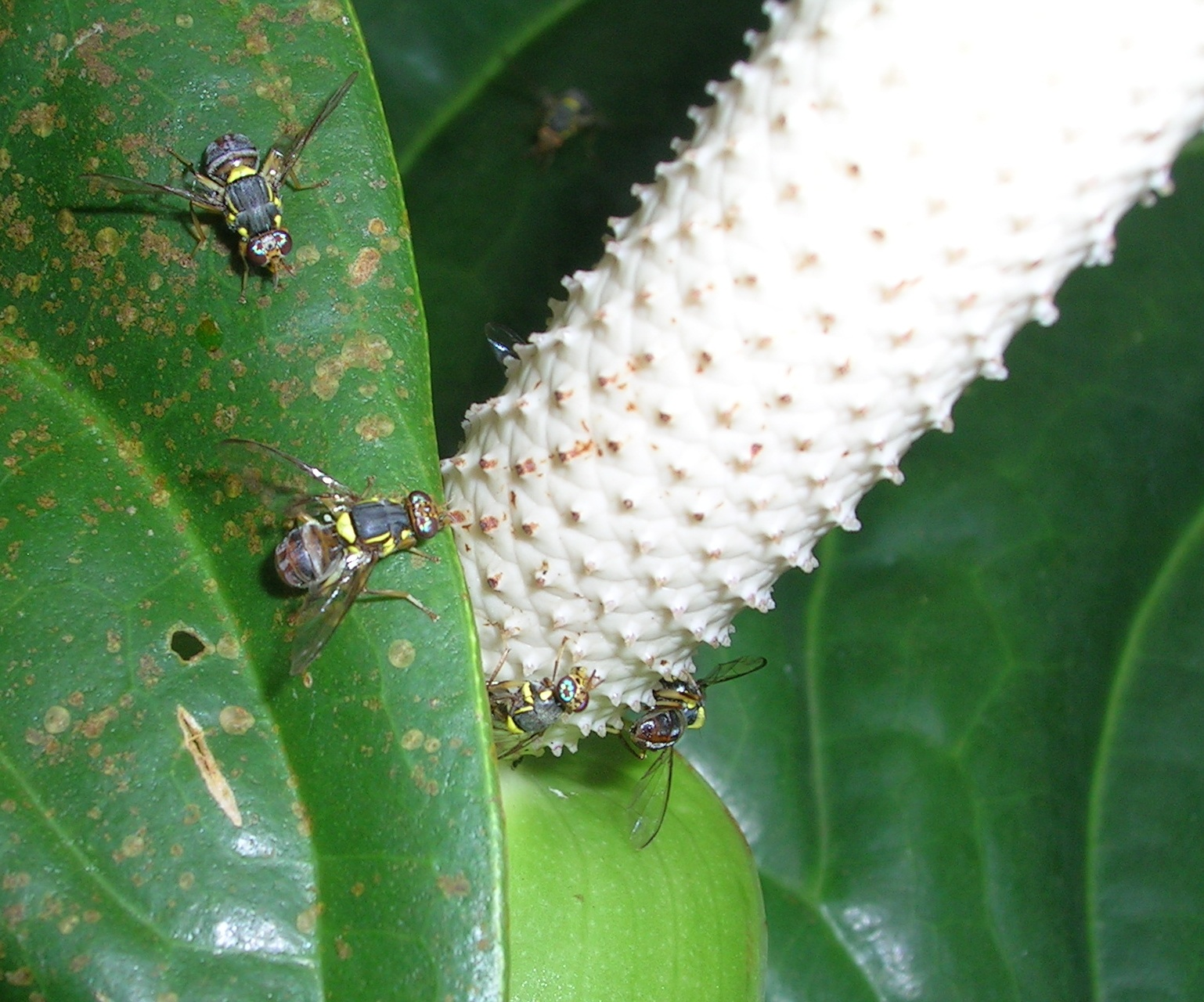
Bactrocera sp. dípters sobre flors d'Anthurium

## Sistemàtica
En aquest gènere hi ha molts subgèneres:
| - Afrodacus - Aglaodacus - Apodacus - Asiadacus - Austrodacus - Bactrocera - Bulladacus - Daculus | - Diplodacus - Gymnodacus - Hemigymnodacus - Heminotodacus - Hemiparatridacus - Hemisurstylus - Hemizeugodacus - Javadacus | - Melanodacus - Nesodacus - Niuginidacus - Notodacus - Papuodacus - Paradacus - Paratridacus | - Parazeugodacus - Queenslandacus - Semicallantra - Sinodacus - Tetradacus - Trypetidacus - Zeugodacus |

## Bases de dades
- Tephritid Workers Database Arxivat 2008-08-28 a Wayback Machine.